# Ljusne-Woxna AB
Ljusne-Woxna AB, tidigare industriföretag hemmahörande i Ljusne (Hälsingland) med bland annat kätting-, plywood-, och wallboardstillverkning samt sågverksindustri. 
Bolaget, som bildades 1881, hade sitt ursprung i de järnbruk som fanns i Voxna och Ljusne. Sörljusne bruk anlades 1671 och Voxna 1726. Vid Norrljusne byggdes sågverk på 1850-talet, vilket på 1870- och 80-talen kompletterades med en omfattande järnindustri. Under 1900-talet första hälft avvecklades all järn- och stålindustri förutom kättingfabriken och den mekaniska verkstaden. Istället byggdes bland annat en trähusfabrik och fabriker för tillverkning av plywood och wallboard. Även sågverksindustrin byggdes ut. 1926 förvärvade Ströms Bruks AB aktiemajoriteten i Ljusne-Woxna AB, och 1965 gick de två företagen samman och bildade Ström-Ljusne AB. Två år senare köpte Bergvik och Ala AB upp företaget. Genom ytterligare fusioner och uppköp kom verksamheterna att ingå i Stora Kopparbergs Bergslags AB. Idag är dock all tillverkning nedlagd.

## Historia

### Ljusneverken
Den 30 november 1671 erhöll rådman och assessorn Hans Kahlmeter privilegium på att få anlägga ett järnbruk i Ljusne by i Söderala socken. Följande år byggdes en masugn och stångjärnshammare upp på den södra sidan om älven (Ljusnan). År 1684 erhölls resolution om byggandet av en masugn och hammare vid Sunnäs i Skogs socken. 1692 utvidgades också bruksrörelsen genom att två hamrar från Ljusne transporterades till Gullgruva i Skogs socken. År 1807 lät Gullgruveverkens dåvarande ägare anlägga en hjälphammare vid Maråker i Söderala. Dessa anläggningar (Sörljusne, Maråker, Gullgruva och Sunnäs), de så kallade gamla Ljusneverken, inköptes år 1886 av Ljusne-Woxna AB. Både Gullgruva och Sunnäs bruk var vid den tidpunkten redan nedlagda.

### Ljusne-Woxna bildas

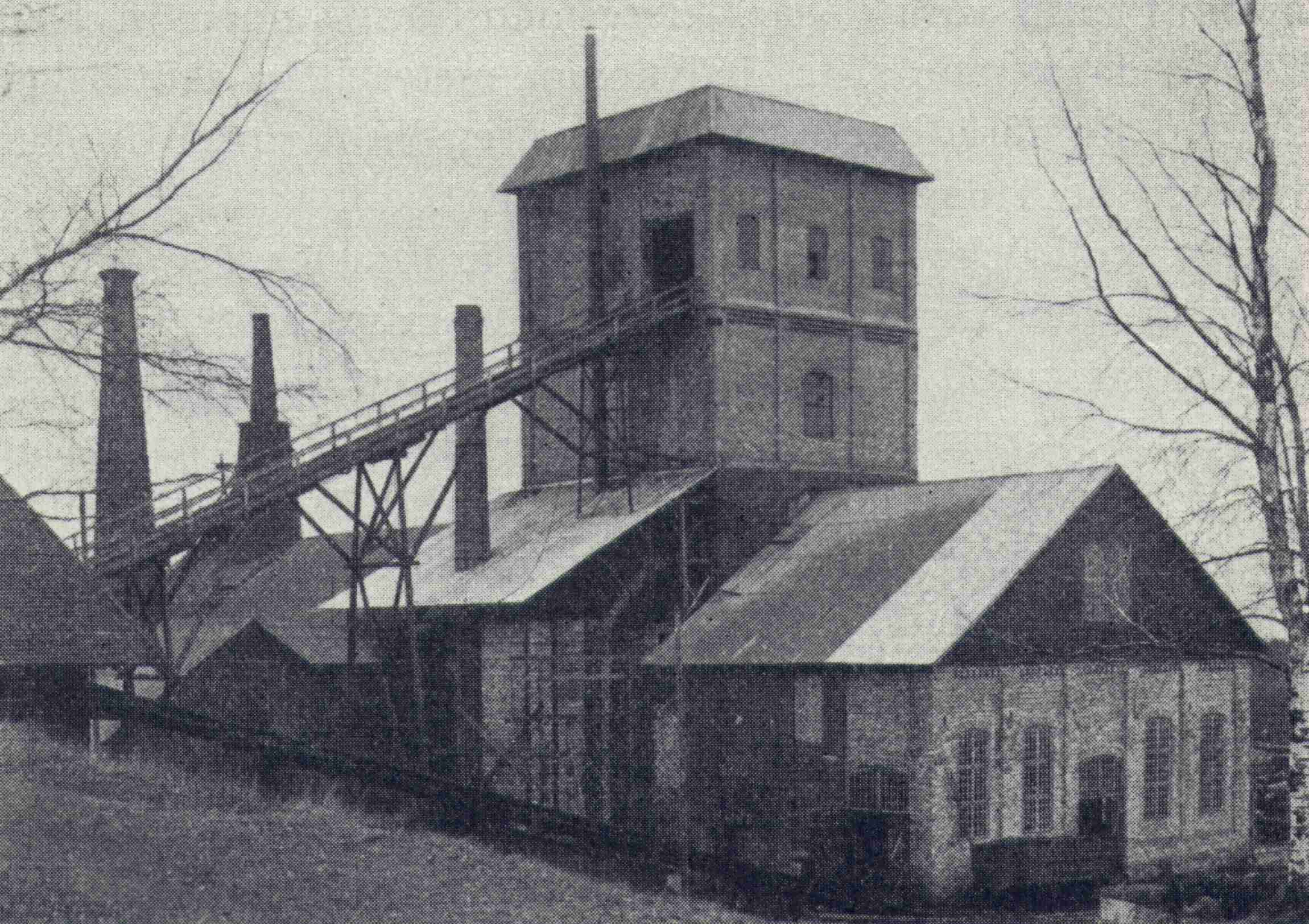
Träkolshyttan vid Sörljusne som var världens största.

Ljusne-Woxna utgjordes ursprungligen av Voxna bruk och Norrljusne bruk med tillhörande sågverk. Voxna bruk hade grundats 1726 av assessor Anders Swab. Han erhöll detta år privilegium på att anlägga en masugn och hammare med två härdar intill Selmåns utlopp i Voxnan. År 1729 följde privilegium på att få anlägga ett manufakturverk vid Sparrefors. Grosshandlare Wilhelm Kempe i Stockholm och handelshuset Wilhelm Röhss & Co i Göteborg blev under 1840-talet så småningom ägare till Voxna bruk med skogstillgångar. På 1850-talet inköpte man en mindre ägovidd vid Ljusnan, utbruten ur Norrljusne by. Där anlades ett större sågverk. Detta kompletterades på 1870-talet med en masugn och mekanisk verkstad, vilka år 1881 tillsammans med sågverket, överläts av Kempe (som kort förut lösköpt firman Röhss & Co:s andelar) till det nybildade Ljusne-Woxna Aktiebolag. Efter Wilhelm Kempes död övertogs verksamheten av svärsonen Walther von Hallwyl. 1882–1883 byggdes lancashiresmedja, vällugn och valsverk. 1883–1884 utökades även verksamheten vid Norrljusne med en kättingfabrik. År 1886 inköptes Ljusneverken (Sörljusne med flera) och därmed var företaget regionens största arbetsgivare med fler än 1100 anställda. Anläggningarna i Ljusne fortsatte att utvidgas med bland annat elektriska stålugnar och en fabrik för motortillverkning. År 1915 nybyggdes Norrljusne sågverk med åtta snabbramar. Sörljusne masugn ombyggdes 1921 och blev då den största europeiska träkolshyttan. En kolugnsanläggning som startats 1898, och senare kompletterats med en träoljefabrik, nedlades 1922. Samma år började även järnframställningen att avvecklas genom att Norrljusne bruk lades ned. Rationaliseringarna som syftade till att koncentrera Ljusne-Woxnas tillverkning på huvudsakligen träprodukter gjorde även att Sörljusne lades ned 1934. Istället byggdes en boardfabrik och ett par år senare en plywoodfabrik. 1942 tillkom en fabrik för monteringsfärdiga trähus.

### Ström-Ljusne bildas, men köps upp av Bergvik och Ala
I början av 1950-talet uppgick årsproduktionen till 10000 stds sågade och hyvlade trävaror, 13000 m3 plywood, 5000 m3 lamellträ, 24000 ton wallboard, 300 trähus samt 2000 ton kätting och smide. Antalet industriarbetare var 1000. Under 1960-talet fortsatte inriktningen av verksamheten mot träprodukter. Boardfabriken brann 1952, men byggdes upp omgående. Ströms Bruks AB, som varit huvudägare i Ljusne-Woxna sedan 1926, gick år 1965 samman med dotterbolaget och tog då namnet Ström-Ljusne AB. Vid den tidpunkten bestod bolaget verksamhet i Ljusne av kättingfabrik (65 anställda), mekanisk verkstad (83), sågverk (95), plywoodfabrik (203), wallboardfabrik (201), trähusfabrik (75) samt kraftstation (12).
Ström-Ljusne kom att bli ett kortvarigt namn, redan 1967 köptes företaget upp av Bergvik och Ala. Nu började problemen för industrin i Ljusne. Lönsamhetsproblem gjorde att trähusfabriken nedlades 1972. Sågverket, som var omodernt och nedslitet, lades ned hösten 1974. Även plywood- och boardfabrikerna, kom att drabbas. Stora personalminskningar gjordes på dessa mellan 1976 och 1978. Stora Kopparbergs Bergslags AB, som sedan 1975 ägde Bergvik och Ala, avyttrade kättingfabriken 1978 till SSAB. Genom kommunala insatser övertogs fabriken 1980 av ett nytt bolag, Ljusne Kätting. Detta gick i konkurs redan 1985, och ägarna varierade därefter fram till 2003 då fabriken lades i malpåse av den norska ägaren Scana. Efter en konkurs 2003 ägs nu fabriksbyggnaderna och maskinparken av Ramnäs Bruk AB.
Ljusne mekaniska verkstad bytte också ägare flera gånger, innan den försattes i konkurs 1989. Plywoodfabriken lades ned 1990. Ljusne Board gick i konkurs 1992, varefter tillverkningen drevs vidare av en ny ägare fram till 1996, då fabriken avvecklades.
Plywoodfabriken revs hösten 2007 efter att ha stått tom och utan underhåll i många år. Den enda verksamheten som var kvar till slutet var ett enmansföretag som tillverkade små trähus (utedass, friggebodar etc) i en liten del av de gamla byggnaderna.
Det tidigare huvudkontoret i Ljusne (som senare fungerade som bland annat restaurang under namnet Ljusne Wärdshus) förstördes i anlagd brand våren 2022.